# Talaspus
Talaspus is een geslacht van hooiwagens uit de familie Assamiidae.
De wetenschappelijke naam Talaspus is voor het eerst geldig gepubliceerd door Roewer in 1935. 

## Soorten
Talaspus is monotypisch en omvat slechts de volgende soort:
- Talaspus spinimanus